# Джош Голловей
Джошуа Лі «Джош» Голловей (англ. Joshua Lee «Josh» Holloway, нар. 20 липня 1969 року, Каліфорнія, США) — американський актор, найбільш відомий виконанням ролі Сойера в серіалі «Загублені».

## Досягнення
2005 року журнал «People» вніс його в список 50 найкрасивіших людей планети. В січні 2006 року журнал «In Touch Weekly» назвав Джоша Холловея найсексуальнішою зіркою телебачення. В тому ж місяці Джош попав на 17 місце списку секс-символів у британських читачів журналу «OK!».
Знімався у кліпі на пісню Cryin' американського рок-гурту Aerosmith.

## Фільмографія
| Рік       |    | Українська назва                   | Оригінальна назва                    | Роль                       |
| --------- | -- | ---------------------------------- | ------------------------------------ | -------------------------- |
| 1999      | с  | Ангел                              | Angel                                | симпатичний хлопець        |
| 2001      | ф  | Холодне серце                      | Cold Heart                           | Шон                        |
| 2001      | с  | Вокер, техаський рейнджер          | Walker, Texas Ranger                 | Бен Уайлі                  |
| 2002      | ф  | Переїзд серпня                     | Moving August                        | Лорен Керол                |
| 2002      | ф  | —                                  | Mi Amigo                             | молодий Пел                |
| 2002      | ф  | Шаблезубий                         | Sabretooth                           | Трент Паркс                |
| 2002      | ф  | —                                  | Meine Tochter ist keine Mörderin     | н / д </ center> </ small> |
| 2003      | ф  | Доктор Бенні                       | Doctor Benny                         | Феб                        |
| 2003      | с  | CSI: Місце злочину                 | CSI: Crime Scene Investigation       | Кенні Річмонд              |
| 2003      | с  | —                                  | The Lyon's Den                       | хлопець Лани               |
| 2004      | с  | NCIS: Полювання на вбивць          | NCIS                                 | шериф                      |
| 2004      | с  | —                                  | Good Girls Do not ...                | Ерік                       |
| 2004—2010 | с  | Загублені                          | Lost                                 | Сойєр                      |
| 2007      | вг | -                                  | Command & Conquer 3: Tiberium Wars   | офіцер Аджей               |
| 2007      | ф  | Шепіт                              | Whisper                              | Макс Труменд               |
| 2009      | ф  | Зберігай спокій                    | Stay Cool                            | Уайн                       |
| 2011      | с  | Спільнота                          | Community                            | Чорний вершник             |
| 2011      | ф  | П'ять                              | Five                                 | Білл                       |
| 2011      | ф  | Місія неможлива: протокол «Фантом» | Mission: Impossible - Ghost Protocol | Тревор Хенеуей             |
| 2013      | с  | Йоу Габба Габба!                   | Yo Gabba Gabba!                      | фермер Джош                |
| 2013      | ф  | Параноя                            | Paranoia                             | агент Гембл                |
| 2013      | ф  | Битва року                         | Battle of the Year: The Dream Team   | Джейсон Блейк              |
| 2014      | ф  | Саботаж                            | Sabotage                             | Едді «Нек» Джордан         |
| 2014      | с  | Штучний інтелект                   | Intelligence                         | Гебріел Он                 |
| 2016—2018 | с  | Колонія                            | Colony                               | Уїлл Боуман                |
| 2020      | с  | Дивовижні історії                  | Amazing Stories                      | Уейн Вілкс                 |
| 2020      | с  | Єллоустоун                         | Yellowstone                          | Роарк Морріс               |